# Maukharidynastie
De Maukharidynastie of Maukhari's waren in de vroege middeleeuwen een koninklijke dynastie in het noorden van India. De Maukhari's waren aanhangers van het brahmanisme. In de tweede helft van de 6e eeuw wist de familie vanuit de stad Kanyakubja (Kannauj) enige tijd een zelfstandig koninkrijk te regeren, dat een groot deel van de westelijke Gangesvlakte besloeg (ongeveer overeenkomend met het latere Avadh). De Maukhari's waren gedurende deze tijd in een machtsstrijd verwikkeld met de Latere Gupta's, een dynastie die in dezelfde periode Magadha en Malwa beheerste. Rond 605 werd de laatste koning van deze tak van de Maukharidynastie verslagen door Shashanka van Gauda. Het gebied van de Maukhari's werd later door keizer Harsha Siyaka] toegevoegd bij zijn rijk.

## Geschiedenis
De naam Maukhari komt al voor in inscripties uit de 3e eeuw v. Chr., maar of er een relatie is met de latere dynastie is onduidelijk.
De stichter van de dynastie was een zekere Harivarman, die rond 500 als gouverneur onder de Gupta's moet hebben gediend. Het was zijn kleinzoon Isanavarman die zich na het instorten van het Guptarijk onafhankelijk verklaarde, volgens een inscriptie moet dit rond 554 gebeurd zijn. Isanavarman probeerde daarna Magadha te veroveren op de Latere Gupta's, om zodoende de hegemonie over het noorden van India te krijgen. Het kwam waarschijnlijk tot een veldslag in de buurt van Prayaga (Allahabad), maar het was de heerser van Magadha, Kumaragupta, die de overwinning behaalde. Het resultaat was dat de Gangesvlakte in de tweede helft van de 6e eeuw verdeeld bleef.
Rond 590 lukte het Isanavarmans opvolger, Sarvavarman, alsnog een deel van Magadha op de Latere Gupta's te veroveren, dankzij het feit dat de Latere Gupta's vanuit het oosten aangevallen werden door hun vroegere bondgenoot Shashanka van Gauda. Sarvavarnam sloot daarnaast een bondgenootschap met de Pushyabhutidynastie, die vanuit de stad Thaneswar over het uiterste westen van de Gangesvlakte heerste. Zijn zoon Grahavarman huwde met de dochter van Prabhakara Vardhana, de koning van Thaneswar.
Na de dood van Sarvavarnam kwam Grahavarnam aan de macht. Shashanka sloot echter een bondgenootschap met Malwa om de Maukhari's te verslaan. Kannauj werd in 606 ingenomen, Grahavarman vond de dood en de koningin werd gevangengezet. Inmiddels was ook Prabhakara Vardhana overleden, maar diens zoon Harsha nam wraak en wist de stad Kannauj en zijn zuster te bevrijden, om daarna Shashanka terug te drijven tot Bengalen. Harsha kreeg op die manier het gecombineerde gebied van de Maukhari's, Pushyabhuti's en Latere Gupta's in handen en wist dit rijk tijdens zijn lange regering nog veel verder uit te breiden, tot het vrijwel heel het noorden van India besloeg. Het is mogelijk dat leden van de Maukharifamilie later opnieuw in Kannauj aan de macht kwamen, maar er zijn te weinig bronnen over deze periode om dit met zekerheid te kunnen vaststellen.